# Viktor Jedinák
Viktor Jedinák (sinh 8 tháng 2 năm 1998) là một cầu thủ bóng đá Slovakia hiện tại thi đấu cho FO ŽP Šport Podbrezová ở vị trí tiền đạo.

## Sự nghiệp câu lạc bộ

### FK Senica
Jedinák ra mắt tại Fortuna Liga cho FK Senica ngày 20 tháng 5 năm 2016 trước Spartak Myjava.